# Cotinga maynana
Cotinga maynana là một loài chim trong họ Cotingidae.